# ヴラジーミル県
ヴラジーミル県（ロシア語: Владимирская губерния）はロシア帝国、ロシア共和国、ロシア連邦共和国の県の一つ。現在のロシアの本土（ヴラジーミル州）の地域に相当する。県庁所在地はヴラジーミル。